# Endomychobius flavipes
Endomychobius flavipes is een vliesvleugelig insect uit de familie Pteromalidae. De wetenschappelijke naam is voor het eerst geldig gepubliceerd in 1896 door William Harris Ashmead.
Endomychobius flavipes is een parasiet van de keversoort Endomychus biguttatus in Noord-Amerika. Ze ontwikkelt zich in de larven van E. biguttatus. De volwassen wespen komen tevoorschijn uit een of twee openingen die ze vreten in de pop.